# Псарце
Псарце (пол. Psarce) — село в Польщі, у гміні Пневи Шамотульського повіту Великопольського воєводства.
У 1975-1998 роках село належало до Познанського воєводства.